# 菜薊屬
菜薊屬（學名：Cynara）是菊科下的一個屬，包含了約十種類似薊的多年生植物，原生種分布於環地中海區域、非洲西北部及加那利群島。
菜薊屬植物常被一些鱗翅目物種的幼蟲作為食物。而當中的菜薊（雅枝竹）被裁培作食材之用。

## 物种
本属包括以下物种：
- 刺苞菜蓟 Cynara cardunculus
- 菜蓟 Cynara scolymus